# Frank G. Lenz

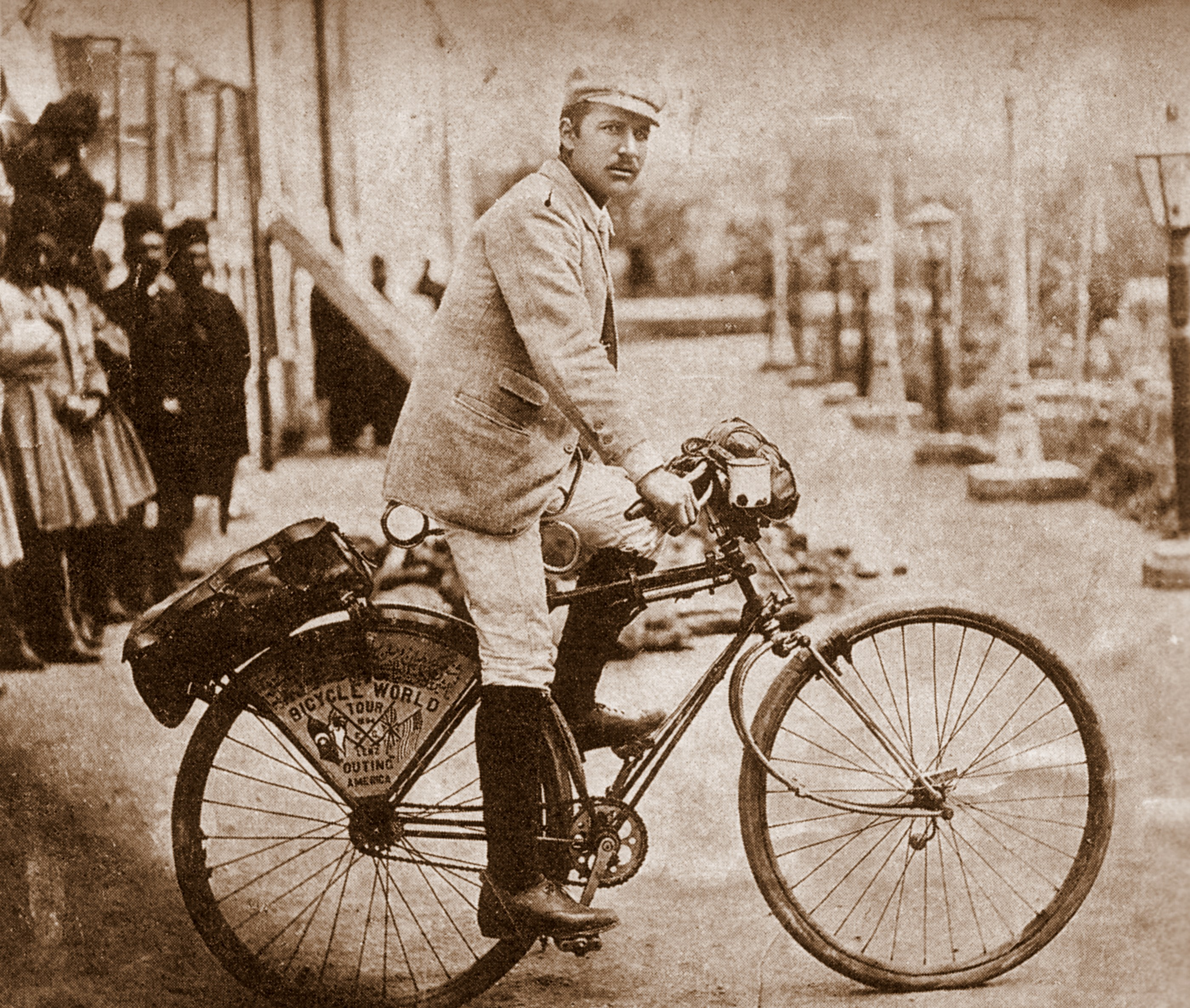
Frank Lenz

Der Deutschamerikaner Frank G. Lenz (* 15. Februar 1867 in Philadelphia, Pennsylvania; † Mai 1894 in der Türkei) versuchte 1892 bis 1894 mit seinem 28 Kilogramm schweren Fahrrad, als erster Radfahrer die Erde in Ost-West-Richtung zu umrunden. Wegen seiner sportlichen Leistung, seiner Fahrten durch kaum bekannte Gebiete, und wegen der Umstände seines Todes fand er jahrelang größere Medienbeachtung.

## Vorgeschichte
Schon 1891 erregte Lenz mit einer Fahrradfahrt von Pittsburg nach New Orleans Aufsehen. Gesponsert vom Magazin Outing und von der Overman Bicycle Company, startete er am 4. Juni 1892 seine Weltumrundung. M. Reymond schrieb dazu in dem Buch Illustrierte Länder und Völkerkunde: „25 Jahre alt und von kleinem, gedrungenen, äußerst kräftigen Körperbau, besaß Lenz eine außerordentliche Ausdauer und vermochte selbst in hügeligem Terrain und auf sandigen Straßen 100 englische Meilen an einem Tage zurückzulegen, ohne besondere Müdigkeit zu verspüren.“

## Reiseroute
Im Gegensatz zu seinen Vorgängern, die aufgrund der vorherrschenden Westwinde die Durchquerung Amerikas in West-Ost-Richtung durchgeführt hatten, startete Lenz in New York und durchquerte Amerika in Richtung Westen, wobei er einen Umweg nach Kanada nicht scheute. In San Francisco schiffte er sich nach Yokohama ein.
Er war der erste Radfahrer überhaupt in Nord-China, über das damals in der westlichen Welt noch wenig bekannt war, und die New York Times schrieb später über seine Reise durch jene Gegend: „His experiences in that country were most remarkable, and his achievements on that trip in that territory alone would well crown a man's life. Probably no Caucasians, except missionaries, ever traveled over that territory in Northern China.“
Über Schanghai und Birma fuhr er mit dem Rad nach Indien und weiter nach Persien. Die letzte Nachricht von ihm stammt vom 2. Mai 1894, als er Täbris in Richtung Konstantinopel verließ.

## Tod in der Türkei
Lenz wurde wohl einige Tage später in der Gegend von Erzurum von Räubern getötet. Die Suche nach ihm gestaltete sich aufgrund der Abgeschiedenheit Kurdistans, der Ausschreitungen gegen Armenier und der Unwilligkeit der osmanischen Behörden als sehr schwierig; erst im Juni 1895 trafen zuverlässige Nachrichten über seinen Tod ein. Auf Druck der USA hin wurden Lenz' Mörder vor Gericht gestellt, allerdings wurden sie lediglich wegen Totschlags und nicht – wie die Beweislage es nahelegte – wegen Mordes verurteilt.
Danach wurde den Tätern von den Behörden die Flucht aus dem Gefängnis ermöglicht. Die Vereinigten Staaten erzwangen deshalb von der türkischen Regierung eine Entschädigungszahlung von 7500 US-Dollar an Lenz' Mutter. Noch Jahrzehnte später diente dieses Vorgehen als Vorbild, wenn Regierungen wegen des Versagens ihrer Behörden bei der Verfolgung von Straftaten gegen Ausländer mitverantwortlich für jene Straftaten gemacht wurden.
Lenz' Reiseberichte wurden – jeweils mit einigen Monaten Verzögerung – im amerikanischen Sportmagazin Outing unter dem Titel Lenz's World Tour Awheel abgedruckt. Lenz und andere Fahrradweltreisende machten zu ihrer Zeit mit solcherlei Reiseberichten ihre anglo-amerikanische Leserschaft mit weit entfernten Weltgegenden vertraut.